# Бренда Шульц-Маккарті
Бренда Шульц-Маккарті (нід. Brenda Anne Marie Schultz-McCarthy; нар. 28 грудня 1970) — колишня нідерландська тенісистка. 
Найвищу одиночну позицію рейтингу WTA — ранг 9 досягнула в 1996 році.

## Фінали турнірів Великого шолома

### Парний розряд: 1 (0–1)
| Результат | Рік  | Championship                     | Покриття | Партнер      | Опоненти                        | Рахунок  |
| --------- | ---- | -------------------------------- | -------- | ------------ | ------------------------------- | -------- |
| Поразка   | 1995 | Відкритий чемпіонат США з тенісу | Тверде   | Ренне Стаббс | Джиджі Фернандес Наташа Звєрєва | 5–7, 3–6 |

### Мікст: 1 (0–1)
| Результат | Рік  | Championship | Покриття | Партнер       | Опоненти                 | Рахунок  |
| --------- | ---- | ------------ | -------- | ------------- | ------------------------ | -------- |
| Поразка   | 1988 | French Open  | Ґрунт    | Міхіл Схаперс | Лорі Макніл Хорхе Лосано | 5–7, 2–6 |

## Фінали турнірів WTA

### Тур WTA, одиночний розряд (7 титулів, 9 поразок)
| Легенда                       |
| ----------------------------- |
| Турніри Великого шолома (0–0) |
| Чемпіонат WTA (0–0)           |
| Tier I (0–1)                  |
| Tier II (0–0)                 |
| Tier III (5–3)                |
| Tier IV & V (2–5)             |

| Результат | Ранг | Дата             | Турнір                                                | Покриття   | Опонент          | Рахунок            |
| --------- | ---- | ---------------- | ----------------------------------------------------- | ---------- | ---------------- | ------------------ |
| Поразка   | 1.   | 28 лютого 1988   | Оклагома-Сіті, USA                                    | Килим (i)  | Лорі Макніл      | 3–6, 2–6           |
| Поразка   | 2.   | 24 квітня 1988   | Taipei, Тайвань                                       | Килим (i)  | Стефані Реге     | 4–6, 4–6           |
| Поразка   | 3.   | 8 січня 1989     | Брисбейн, Австралія                                   | Тверде     | Гелена Сукова    | 6–7(6–8), 6–7(6–8) |
| Перемога  | 1.   | 25 серпня 1991   | Скенектаді, the США                                   | Тверде     | Алексія Дешом    | 7–6(7–5), 6–2      |
| Перемога  | 2.   | 14 червня 1992   | Birmingham Classic, the Велика Британія               | Трава      | Дженні Бірн      | 6–2, 6–2           |
| Поразка   | 4.   | 12 липня 1992    | Internazionali Femminili di Tennis di Palermo, Італія | Ґрунт      | Марі П'єрс       | 1–6, 7–6(7–3), 1–6 |
| Поразка   | 5.   | 30 серпня 1992   | Скенектаді, USA                                       | Тверде (i) | Барбара Ріттнер  | 6–7(3–7), 3–6      |
| Перемога  | 3.   | 2 травня 1993    | Таранто, Італія                                       | Ґрунт      | Деббі Грем       | 7–6(7–5), 6–2      |
| Поразка   | 6.   | 27 лютого 1994   | Oklahoma City, USA                                    | Тверде (i) | Мередіт Макґрат  | 6–7(6–8), 6–7(4–7) |
| Поразка   | 7.   | 15 травня 1994   | German Open, Німеччина                                | Ґрунт      | Штеффі Граф      | 6–7(6–8), 4–6      |
| Поразка   | 8.   | 11 липня 1994    | Палермо, Італія                                       | Ґрунт      | Іріна Спирля     | 4–6, 6–1, 6–7(5–7) |
| Поразка   | 9.   | 6 листопада 1994 | Tournoi de Québec, Канада                             | Килим (i)  | Катарина Малеєва | 3–6, 3–6           |
| Перемога  | 4.   | 19 лютого 1995   | Оклагома-Сіті, USA                                    | Тверде (i) | Олена Лиховцева  | 6–1, 6–2           |
| Перемога  | 5.   | 5 листопада 1995 | Tournoi de Québec, Канада                             | Тверде (i) | Домінік Монамі   | 7–6(7–5), 6–2      |
| Перемога  | 6.   | 25 лютого 1996   | Oklahoma City, USA                                    | Тверде (i) | Аманда Кетцер    | 6–3, 6–2           |
| Перемога  | 7.   | 26 жовтня 1997   | Quebec City, Канада                                   | Тверде (i) | Домінік Монамі   | 6–4, 6–7(4–7), 7–5 |

### Перемоги в Турі WTA, парний розряд (9)
| Легенда                     |
| --------------------------- |
| Турніри Великого шолома (0) |
| Чемпіонат WTA (0)           |
| Tier I (2)                  |
| Tier II (2)                 |
| Tier III (2)                |
| Tier IV & V (2)             |

| Ранг | Дата            | Турнір                                             | Покриття   | Партнер                 | Опоненти                             | Рахунок              |
| 1.   | 23 квітня 1989  | Тампа, the США                                     | Ґрунт      | Андреа Темешварі        | Еліз Берджін Розалін Феербенк        | 7–6(8–6), 6–4        |
| 2.   | 2 травня 1993   | Таранто, Італія                                    | Ґрунт      | Деббі Грем              | Петра Лангрова Мерседес Пас          | 6–0, 6–4             |
| 3.   | 12 лютого 1995  | Chicago, the США                                   | Килим (i)  | Габріела Сабатіні       | Tami Whitlinger Jones Маріанн Вердел | 5–7, 7–6(7–4), 6–4   |
| 4.   | 27 серпня 1995  | Мастерс Канада, Канада                             | Тверде     | Gabriela Sabatini       | Мартіна Хінгіс Іва Майолі            | 4–6, 6–0, 6–3        |
| 5.   | 25 лютого 1996  | Оклагома-Сіті, the США                             | Тверде (i) | Чанда Рубін             | Катріна Адамс Debbie Graham          | 6–3, 6–2             |
| 6.   | 19 березня 1996 | Мастерс Індіан-Веллс, the США                      | Тверде     | Chanda Rubin            | Жулі Алар-Декюжі Наталі Тозья        | 6–1, 6–4             |
| 7.   | 5 травня 1996   | Гамбург, Німеччина                                 | Ґрунт      | Аранча Санчес Вікаріо   | Джиджі Фернандес Martina Hingis      | 4–6, 7–6(12–10), 6–4 |
| 8.   | 23 червня 1996  | Rosmalen Grass Court Championships, the Нідерланди | Трава      | Лариса Савченко-Нейланд | Крісті Богерт Гелена Сукова          | 6–4, 7–6(9–7)        |
| 9.   | 27 жовтня 1996  | Tournoi de Québec, Канада                          | Тверде (i) | Debbie Graham           | Емі Фрейзер Кімберлі По              | 6–1, 6–4             |

### Поразки в Турі WTA, парний розряд (10)
| Легенда                     |
| --------------------------- |
| Турніри Великого шолома (1) |
| Чемпіонат WTA (0)           |
| Tier I (2)                  |
| Tier II (3)                 |
| Tier III (1)                |
| Tier IV & V (3)             |

| Ранг | Дата              | Турнір                                                | Покриття   | Партнер             | Опоненти                             | Рахунок            |
| 1.   | 16 липня 1989     | Аркашон, Франція                                      | Ґрунт      | Мерседес Пас        | Сандра Чеккіні Патрісія Тарабіні     | 3–6, 6–7(5–7)      |
| 2.   | 10 листопада 1990 | Нашвілл, the США                                      | Тверде (i) | Кароліна Віс        | Кеті Джордан Лариса Савченко-Нейланд | 1–6, 2–6           |
| 3.   | 16 травня 1993    | German Open, Німеччина                                | Ґрунт      | Деббі Грем          | Джиджі Фернандес Наташа Звєрєва      | 1–6, 3–6           |
| 4.   | 11 липня 1993     | Internazionali Femminili di Tennis di Palermo, Італія | Ґрунт      | Сільвія Фаріна-Елія | Karin Kschwendt Наталія Медведєва    | 4–6, 6–7(4–7)      |
| 5.   | 8 травня 1994     | Мастерс Рим, Італія                                   | Ґрунт      | Габріела Сабатіні   | Gigi Fernández Natasha Zvereva       | 1–6, 3–6           |
| 6.   | 13 листопада 1994 | Філадельфія, the США                                  | Килим (i)  | Gabriela Sabatini   | Gigi Fernández Natasha Zvereva       | 6–4, 4–6, 2–6      |
| 7.   | 19 лютого 1995    | Оклагома-Сіті, the США                                | Тверде (i) | Катріна Адамс       | Ніколь Арендт Лаура Голарса          | 4–6, 3–6           |
| 8.   | 10 вересня 1995   | Відкритий чемпіонат США з тенісу, Флашинг-Медоуз      | Тверде     | Ренне Стаббс        | Gigi Fernández Natasha Zvereva       | 5–7, 3–6           |
| 9.   | 1 жовтня 1995     | Лейпціг, Німеччина                                    | Килим (i)  | Caroline Vis        | Мередіт Макґрат Larisa Neiland       | 4–6, 4–6           |
| 10.  | 23 лютого 1997    | Hannover, Німеччина                                   | Килим (i)  | Larisa Neiland      | Nicole Arendt Манон Боллеграф        | 6–4, 3–6, 6–7(4–7) |

## Виступи в одиночних турнірах Великого шолома
| Турнір                           | 1987  | 1988  | 1989  | 1990  | 1991  | 1992  | 1993  | 1994  | 1995  | 1996  | 1997  | 1998  | 1999  | Career SR |
| -------------------------------- | ----- | ----- | ----- | ----- | ----- | ----- | ----- | ----- | ----- | ----- | ----- | ----- | ----- | --------- |
| Australian Open                  | A     | 1р    | 2р    | 2р    | 1р    | 1р    | A     | A     | 2р    | 2р    | 2р    | A     | A     | 0 / 8     |
| French Open                      | A     | 2р    | 1р    | 2р    | 1р    | 3р    | 2р    | 3р    | 2р    | 3р    | 3р    | 1р    | 1р    | 0 / 12    |
| Вімблдонський турнір             | A     | 1р    | 1р    | 2р    | 2р    | 1р    | 3р    | 2р    | ЧФ    | 3р    | 3р    | A     | A     | 0 / 10    |
| Відкритий чемпіонат США з тенісу | 1р    | 1р    | 1р    | 1р    | 2р    | 3р    | 3р    | 1р    | ЧФ    | 2р    | 2р    | A     | A     | 0 / 11    |
| SR                               | 0 / 1 | 0 / 4 | 0 / 4 | 0 / 4 | 0 / 4 | 0 / 4 | 0 / 3 | 0 / 3 | 0 / 4 | 0 / 4 | 0 / 1 | 0 / 1 | 0 / 1 | 0 / 31    |